# Gulella
Gulella es un género de pequeños moluscos gasterópodos, caracoles de tierra, pulmonados de la familia Streptaxidae.

## Distribución
La distribución de Gulella incluye:
- Afrotropical:[2] Uganda (20 especies)[3]
- Arabia[2]
- Madagascar[2]
- Comoros[2]
- Islas Seychelles[2]
- Mauritius[2]

## Especies
Las especies en el género Gullela incluyen:
Subgénero Avakubia Pilsbry, 1919
- Gulella avakubiensis Pilsbry, 1919[3]

Subgénero Conogulella Pilsbry, 1919
- Gulella conospira (Martens, 1892)[3]

Subgénero Gulella Pfeiffer, 1856
- Gulella laevigata (Dohrn, 1865)[3]
- Gulella mikenoensis (Preston, 1913)[3]

Subgénero Molarella Connolly, 1922
- Gulella malasangiensis (Preston, 1913)[3]
- Gulella ugandensis (E. A. Smith, 1901)[3]

Subgénero Paucidentina Martens, 1897
- Gulella brevis (Thiele, 1911)[3]
- Gulella masisiensis Pilsbry, 1919[3]

Subgénero Plicigulella Pilsbry, 1919
- Gulella vicina adelpha (Preston, 1913)[3]

Subgénero Primigulella Pilsbry, 1919
- Gulella linguifera (Martens, 1895)[3]

Subgénero Pupigulella Pilsbry, 1919
- Gulella pupa (Thiele, 1911)[3]

Subgénero Silvigulella Pilsbry, 1919
- Gulella kuiperi de Winter, 2007[7]
- Gulella osborni Pilsbry, 1919[3]

Subgénero Tortigulella Pilsbry, 1919
- Gulella cara Pilsbry, 1919[3]
- Gulella heteromphala Pilsbry, 1919[3]
- Gulella lessensis Pilsbry, 1919[3]
- Gulella obani Oke, 2007[8]

Subgéneros Wilmattina Pilsbry & Cockerell, 1933
- Gulella disseminata (Preston, 1913)[3]

Subgéneros?
- Gulella alleni
- Gulella amaniensis
- Gulella ambodipelomosiae Emberton, 2002[10]
- Gulella amboniensis
- Gulella andriantanteliae[11]
- Gulella antelmeana
- Gulella aprosdoketa
- Gulella beandreana Emberton, 2001[12]
- Gulella betamponae Emberton, 2002[10]
- Gulella bomolensis
  - Gulella caryatis diabensis Connolly, 1939[2]
- Gulella caryatis (Melvill & Ponsonby, 1898)
- Gulella claustralis
- Gulella cuspidata
- Gulella decussatula (Preston, 1913)[3]
- Gulella deviae Herbert, 2006[13]
- Gulella foliifera
- Gulella fraudator Connolly, 1939[13]
- Gulella greenwayi
- Gulella grossa
- Gulella inconspicua
- Gulella intrusa
- Gulella io
- Gulella kelimolotra Emberton, 2002[10]
- Gulella kendrae Emberton & Griffiths, 2009[12]
- Gulella laninifia Emberton, 2002[10]
- Gulella lincolni Emberton & Griffiths, 2009[12]
- Gulella lindae Herbert, 2006[13]
- Gulella ludwigi
- Gulella matavymolotra Emberton, 2002[10]
- Gulella mayottensis
- Gulella minuseula Emberton & Pearce, 2000[10]
- Gulella ndamanyiluensis
- Gulella paucidens
- Gulella plantii
- Gulella puzeyi
- Gulella ruthae Emberton, 2002[10]
- Gulella ruwenzoriensis van Bruggen & van Goethem, 1999[3]
- Gulella sahia Emberton, 2002[10]
- Gulella salpinx Herbert, 2002[14]
- Gulella selene van Bruggen & van Goethem, 1999[3]
- Gulella soulaiana Fischer-Piette, 1973[12]
- Gulella streptostelopsis Bruggen, 2007[15]
- Gulella systemanaturae Bruggen, 2008[16]
- Gulella taitensis
- Gulella taolantehezana Emberton, 2002[10]
- Gulella thompsoni[11]
- Gulella translucida
- Gulella unidentata
- Gulella usambarica
- Gulella virungae van Bruggen & van Goethem, 1999[3]

Sinónimos:
- Gulella thomasseti es un sinónimo de Glabrennea thomasseti (Sykes, 1909)[17]